# Elsa Schultz-Moberger
Elsa Augusta Schultz-Moberger, född 24 augusti 1879 i Stockholm, död 5 maj 1978 i Lerum, var en svensk målare, tecknare och skulptör.
Hon var dotter till skeppsklareraren Axel M. Schultz och Elvira Hallenborg och från 1906 gift med kaptenen Carl Gustaf Moberger. Efter studier vid Tekniska skolan studerade Schultz-Moberger vid Konstakademien i Stockholm 1900–1906 där hon avgångsåret belönades med kanslermedaljen. Hon bedrev studier i Wien 1923 och självstudier under resor till Frankrike, Österrike, Tyskland, England och Spanien samt under vistelser i Italien som hon besökte ett flertal gånger under 1910- och 1920-talet. Hon specialiserade sig på porträtt och fick ett flertal officiella porträttbeställningar av militärer och tjänstemän. Separat ställde hon ut i Wien 1923, Florens 1928 och tillsammans med tre konstnärskolleger ställde hon ut i Ronneby 1958. Hon medverkade i samlingsutställningar arrangerade av Föreningen Svenska Konstnärinnor i Lund och på Liljevalchs konsthall i Stockholm, Köpenhamn 1920, Philadelphia, Wilmington med flera orter i USA 1930–1932, Karlstad 1935, Jönköping 1936, Örebro och Sandviken 1941. Hon var representerad vid Baltiska utställningen i Malmö 1914, Konstnärsringens höstsalong på Konstnärshuset och i utställningar med Sveriges allmänna konstförening och i utställningen Svensk konst på Valand-Chalmers samt HSB utställningarna God konst i alla hem 1951 och 1953. Hennes konst består förutom porträtt av barn och vuxna i mindre representativa poser, landskapsskildringar från Italien och nordligare delar av Sverige samt mindre gipsskulpturer. Vid sidan av sitt eget skapande tecknade hon vignetter för tidskriften Hem i Sverige 1927–1929. Schultz-Moberger är representerad vid Kungliga biblioteket i Stockholm. ´